# Christian Schölnast
Christian Schölnast (* 30. März 1904 in Aschbach, Söchau; † 7. Dezember 1997 in Riegersburg) war ein österreichischer Heimatforscher und Autor sowie Initiator der nach ihm benannten Volks- und Heimatkundeprivatstiftung.

## Leben
Der in Aschbach, in der Gemeinde Söchau, Bezirk Hartberg-Fürstenfeld als Sohn eines Maurerpoliers geborene und in Riegersburg in der Steiermark aufgewachsene Christian Schölnast hatte das Schusterhandwerk erlernt und war in seinen Jugendjahren als Störschuster von Haus zu Haus gezogen. Aus den Erfahrungen in dieser Zeit seines Handwerkerlebens und den dabei erfolgten Begegnungen mit den Menschen resultierte auch sein lebenslang anhaltendes Interesse an der Geschichte, am Brauchtum und dem Alltagsleben seiner näheren Heimat. Resultat seiner Beschäftigung mit diesen Themenkreisen waren unter anderem auch mehrere Bücher.
Schölnast, den man auch als „oststeirischen Rosegger“ bezeichnete, wurde für seine schriftstellerische Tätigkeit unter Berücksichtigung volkskundlicher Themen mehrfach vom Land Steiermark geehrt. Auch wurde ihm vom Bundespräsidenten der Berufstitel Professor verliehen. Noch zu Lebzeiten richtete er in enger Zusammenarbeit mit der Stadtgemeinde Feldbach und ihrem Stadthistoriker die Christian Schölnasts Volks- und Heimatkundeprivatstiftung ein, deren Zweck „die Förderung und Pflege des volks- und heimatkundlichen Schrifttums und die Erhaltung dieses volks- und heimatkundlichen Schrifttums“ ist und die alle zwei Jahre in der Stadt Feldbach Preise für entsprechende wissenschaftliche oder literarische Arbeiten vergab.
Schölnast war als „Illegaler“ bei der NSDAP und 1939/40 Bürgermeister von Riegersburg. Die Gemeinde pflanzte ihm zu Ehren 1994 eine Linde und ließ ihn in der Gemeindezeitung die Geschichte der Gemeinde zur NS-Zeit schreiben. Im Mai des Gedenkjahres 1998 wurde die Linde von Unbekannten gefällt. Ermittlungen nach 1945 gegen Schölnast wegen Denunziation usw. während der NS-Zeit hatten jedoch keine Beweise erbracht. Die Konzentration auf Schölnast scheint die Aufarbeitung der NS-Herrschaft in der Region sogar behindert zu haben. Bei der Buchpräsentation einer Biographie an seinem 110. Geburtstag in Feldbach wurde deshalb eine Schwerpunktverlagerung der Stiftung auf die Aufarbeitung der NS-Herrschaft vorgeschlagen: „Schölnast zieht die Vorwürfe und Gerüchte an. Alles, was negativ ist, wird auf ihn abgeladen, während über andere NSDAP-Mitglieder nicht gesprochen wird. Ihn zum Universal-Nazi der Region zu stilisieren, ist absurd und falsch.“

## Preisträger desChristian Schölnast Stiftungspreises
| Preisverleihung 2014 | Preisverleihung 2012 | Preisverleihung 2010 |
| 1. Preis:            | 1. Preis:            | 1. Preis:            |
| Sarah Schimeczek     | Josef Hasitschka     | Gerhard Deissl       |
| -                    | Evelyn Zechner       | Gerald M. Wolf       |
| 2. Preis:            | 2. Preis:            | 2. Preis:            |
| Josefine Eisner      | Helga Müllneritsch   | Bernhard Valta       |
| 3. Preis:            | 3. Preis:            | 3. Preis:            |
| Alois Leitner        | Sandra Brugger       | Horst Rinner         |

2018 wurde ein Sonderpreis der Christian Schölnast Volks- und Heimatkundeprivatstiftung für die Erforschung des Lebenswerks des Stifters an Robert Moretti und Hans-Peter Weingand vergeben. Die Ergebnisse wurden 2023 veröffentlicht.